# The Heart of Mrs. Robins
The Heart of Mrs. Robins è un cortometraggio muto del 1913 diretto da Van Dyke Brooke.

## Trama
Frivolo ed egoista, la vedova Robins lascia volentieri il figlioletto Bobby alle cure della sua tata, mentre lei se ne va in vacanza assieme a qualche corteggiatore. Un giorno, il ragazzino fa la conoscenza di Dick Bronson e tra i due nasce una forte amicizia. Tanto che scrivono insieme una lettera alla signora Robins. Quando lei la riceve e la legge, si irrita fortemente, perché crede di leggervi tra le righe un rimprovero al fatto che lei non è accanto a Bobby. Consigliata da George, uno dei suoi corteggiatori, scrive quindi alla tata, chiedendole di interrompere qualsiasi relazione del piccolo con Bronson e fa altrettanto anche con l'uomo, vietandogli di frequentare il figlio.
Bobby, senza più il suo amico, deperisce, tanto che si ammala. Quando la madre, chiamata dal medico, si presenta al capezzale del bambino, questi si rifiuta di riconoscerla. La nurse le spiega che Bobby ha cominciato a stare male quando gli è stato vietato di vedere Dick. Pur controvoglia, la signora Robins fa chiamare Bronson: al vederlo, Bobby si illumina. Felice, finirà per addormentarsi tranquillo tra le braccia dell'amico. Quando si risveglia, abbraccia la madre e Dick. Ora la signora Robins sembra comprendere che il suo posto è accanto al figlio e che, molto probabilmente, Dick sarà il nuovo papà di Bobby.

## Produzione
Il film fu prodotto dalla Vitagraph Company of America.

## Distribuzione
Distribuito dalla General Film Company, il film - un cortometraggio in una bobina - uscì nelle sale cinematografiche statunitensi il 5 giugno 1913.